# Город N (газета)
Город N — деловой еженедельник, издаваемый в Ростове-на-Дону Издательским Домом «Город N».

## История
Основана в сентябре 1992 года выпускниками журфака РГУ.
Название для ростовского делового еженедельника «Город N» его создателям подсказала песня Майка Науменко «Уездный город N».

## Награды
- 1994 — второе место в конкурсе «Экономическое возрождение России», проводимом Торгово-промышленной палатой России и Союзом журналистов РФ. Первым был признан «Коммерсантъ».
- 1996 — второе место во всероссийском конкурсе «Экология России» за цикл статей «Экономика и экология».
- 2006 — победитель всероссийского конкурса журналистов «Золотой гонг — 2005» в номинации «Деловое издание года (региональное)»[3].

## Известные сотрудники
- Мирошниченко, Андрей Александрович (1970) — российский журналист и теоретик медиа. Автор книг о теории и практике журналистики. Создатель футурологической теории смерти газет и концепции «вирусного редактора».
- Ходорыч, Алексей Владимирович (1972—2023) — российский журналист. Специальный корреспондент и руководитель отдела журнала «Коммерсантъ-Деньги», главный редактор детского издания «Классный журнал», директор по детским проектам издательства «Открытые системы», ведущий радиопередач.